# Euchromia irus
Euchromia irus är en fjärilsart som beskrevs av Pieter Cramer 1782. Euchromia irus ingår i släktet Euchromia och familjen björnspinnare. Inga underarter finns listade i Catalogue of Life.